# Religia w Sierra Leone

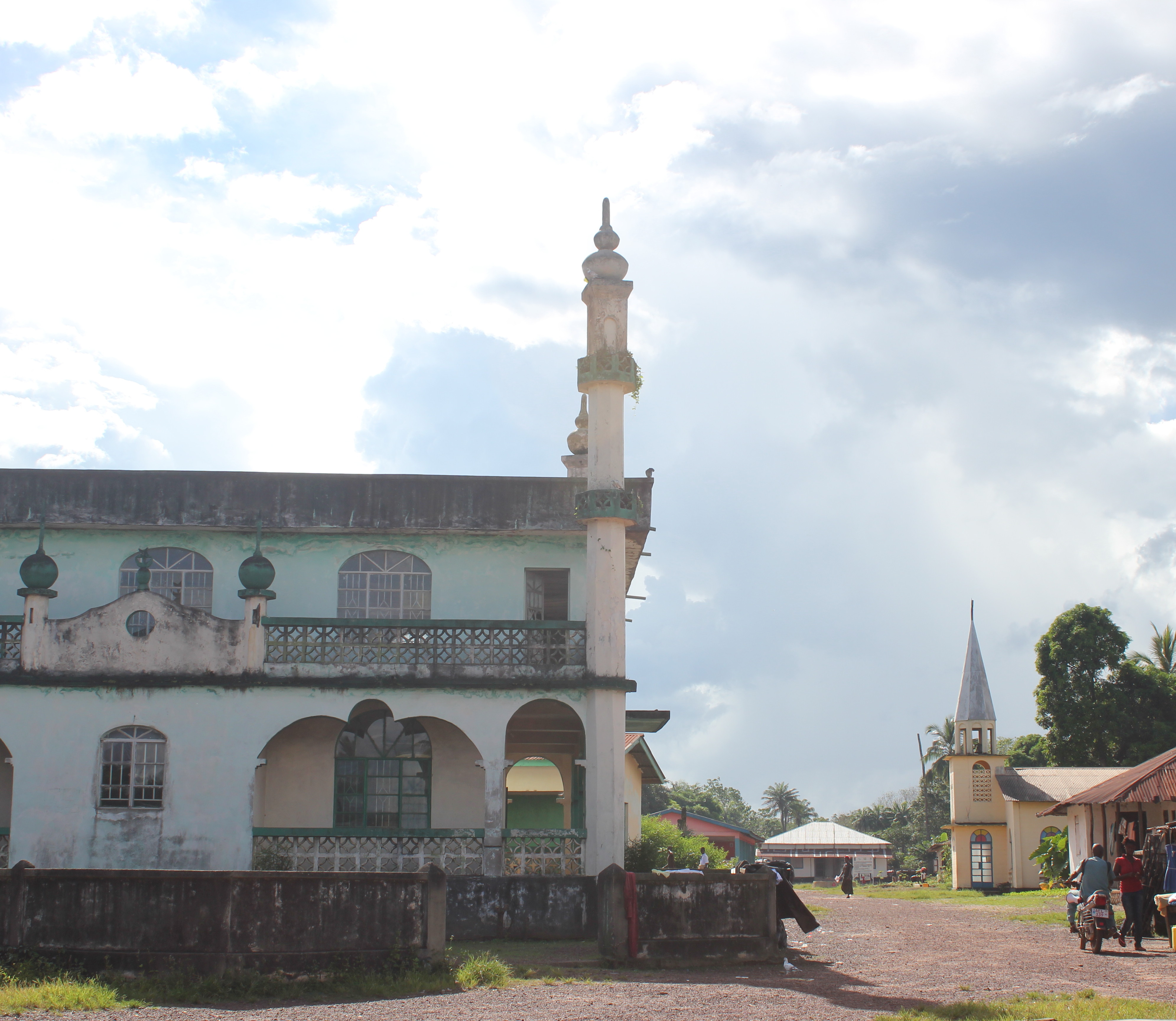
Meczet i kościół w Sierra Leone

W Sierra Leone, w Afryce Zachodniej istnieje wolność wyznania zapewniona przez Konstytucję tego kraju. Rejestracja rządowa dla grup religijnych nie jest obowiązkowa, ale niezbędna do uzyskania zwolnień podatkowych i innych świadczeń.
Większość mieszkańców wyznaje islam, a duża mniejszość należy do chrześcijaństwa. Zarówno wielu muzułmanów, jak i chrześcijan łączy swoje wierzenia z praktykowaniem tradycyjnych obrzędów animistycznych. W Sierra Leone jest wysoki stopień tolerancji religijnej, a między głównymi religiami zachodzą dobre relacje.
Religia odegrała ważną rolę w przeciwdziałaniu wojnie, przemocy, jak i wprowadzaniu pokoju, na przełomie XX i XXI wieku, podczas wojny domowej w Sierra Leone.

## Islam
Według Spisu Powszechnego z 2015 roku wyznawcy islamu stanowią 77% ludności Sierra Leone, a w Prowincji Północnej nawet 85,1%. Niedawny wzrost wpływów islamu jest po części zasługą sił pokojowych ONZ. Oddziały z Bangladeszu, Pakistanu i Indii wznosiły meczety wszędzie tam, gdzie stacjonowały.
Większość wyznawców islamu to sunnici (plemiona Fulbe, Temne, Loko, Mende i Susu). Muzułmanie Ahmadijja podają, że ich społeczność liczy 560 tys. członków, reprezentujących 9% populacji. Wschodnie dzielnice stolicy Freetown są w większości muzułmańskie.

## Chrześcijaństwo

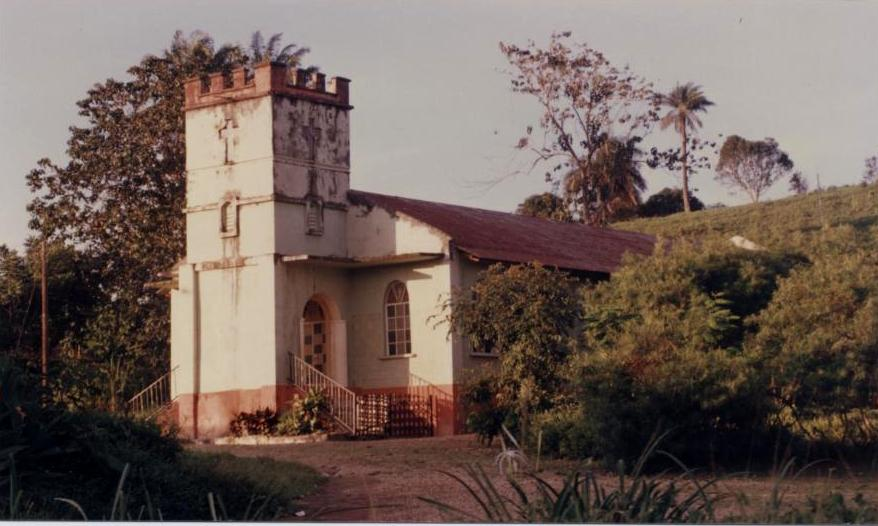
Kościół metodystyczny w Yengema

Według Spisu Powszechnego z 2015 roku chrześcijanie stanowią 21,9% populacji Sierra Leone i stanowią największy odsetek w Obszarze Zachodnim (30,1%) i Prowincji Wschodniej (29,0%). Chrześcijanami jest głównie ludność Krio, zamieszkująca zachód stolicy Freetown. Chrześcijanie to także większość, wśród plemion: Kono, Kissi i Sherbro, z dużą mniejszością muzułmańską.
Większość chrześcijan w Sierra Leone to protestanci, z największą przynależnością do metodystów i zielonoświątkowców. Inne ważniejsze grupy z tego nurtu to: baptyści, adwentyści dnia siódmego, zjednoczeni bracia, anglikanie i luteranie.
Historia Kościoła katolickiego w Sierra Leone sięga 1510 roku, kiedy przybyli pierwsi misjonarze portugalscy. Dzisiaj Kościół katolicki jest największą pojedynczą organizacją chrześcijańską w Sierra Leone.

## Statystyki
Lista głównych religii i denominacji, według książki Operation World (2010):
| Kościół                                  | Liczba wiernych | Procent ludności |
| ---------------------------------------- | --------------- | ---------------- |
| Islam                                    | 3 676 468       | 63%              |
| Tradycyjne religie plemienne             | 1 360 293       | 23,3%            |
| Kościół katolicki                        | 215 tys.        | 3,68%            |
| Zjednoczony Kościół Metodystyczny        | 125 tys.        | 2,14%            |
| Kościół Metodystyczny Sierra Leone       | 39,75 tys.      | 0,68%            |
| Kościół Weslejański Sierra Leone         | 38 tys.         | 0,65%            |
| Kościół Adwentystów Dnia Siódmego        | 27 885          | 0,48%            |
| Kościół Anglikański                      | 25,6 tys.       | 0,44%            |
| Konwencja Baptystyczna                   | 22 tys.         | 0,38%            |
| Kościół Zjednoczonych Braci w Chrystusie | 22 tys.         | 0,38%            |
| Zbory Boże                               | 16,8 tys.       | 0,29%            |
| Narodowy Kościół Zielonoświątkowy        | 15 tys.         | 0,26%            |
| Kościół Ewangelicko-Luterański           | 9 tys.          | 0,15%            |
| Hinduizm                                 | 2334            | 0,04%            |
| Prawosławie                              | <1 tys.         | 0,01%            |

### Inne religie
Kościół Jezusa Chrystusa Świętych w Dniach Ostatnich twierdzi, że ma 22,8 tys. wyznawców. Liderzy rastafarian szacują, że ich społeczność liczy około 20 tys. członków, inny Kościół Zielonoświątkowy liczy 4570 wiernych, a Świadkowie Jehowy podają liczbę 2525 głosicieli.